# Peter Mathys
Peter Mathys (* 13. Oktober 1941 in Basel; heimatberechtigt in Dällikon und Riehen) ist ein Schweizer Rechtsanwalt und Autor.
Mathys promovierte 1968 an der Universität Basel mit einer kartellrechtlichen Dissertation. Sein erster Roman In Sachen Renner erschien 1997, 2009 folgte Unschalks Welt. Von 1978 bis 1988 sass er für die Liberalen im Einwohnerrat der Gemeinde Riehen, 1981/82 im Grossen Rat des Kantons Basel-Stadt.